# Hyperphyscia adglutinata
Espèce
Synonymes
- Lecanora adglutinata Flörke[2]
- Parmelia adglutinata (Flörke) Flörke[2]
- Parmelia elaeina Gray[2]
- Physcia adglutinata (Florke) Nyl.[2]
- Physcia elaeina (Sm.) A. L. Sm.[2]
- Physciopsis adglutinata (Florke) Choisy[2]
- Physciopsis elaeina (Sm.) Poelt[2]
- Xanthoria adglutinata (Flörke) Horw.[2]

Hyperphyscia adglutinata est un Lichen.